# Agencja fotograficzna
Agencja fotograficzna – organizacja gromadząca i opracowująca materiały fotograficzne przeznaczone do wykorzystania w innych mediach.
Działa przeważnie na zasadzie komisu zdjęć – fotoreporterzy umieszczają w zasobach agencji swoje zdjęcia nie płacąc nic za to, a agencja stara się je sprzedać (dziennikom, tygodnikom, miesięcznikom i wszelkiej prasie, a także innym osobom zainteresowanym) i dzieli się zyskiem z fotoreporterem.
We współczesnych mediach praca fotoreportera jest niezwykle ułatwiona, korzysta on bowiem ze sprzętu cyfrowego, wykorzystuje cyfrowe łącza do przesyłania swoich zdjęć do agencji. Łatwość gromadzenia i przesyłania fotografii powoduje bardzo dużą konkurencję na rynku fotoreporterów. Konkurują oni przede wszystkim jakością obrazu i szybkością umieszczenia zdjęć w bazie. Agencje z kolei starają się nawiązać współpracę z jak największą liczbą odbiorców zdjęć. Bardzo wiele agencji specjalizuje się w jednym rodzaju fotografii – np. newsowej, przyrodniczej, sportowej. Często agencje fotograficzne powstają przy dużych dziennikach lub tygodnikach, a także stacjach radiowych, jako dodatkowe źródło zarobku dla fotoreporterów pracujących przy nich etatowo – lub nieetatowo na stałe. Korzystanie z agencji fotograficznych jest dla wydawców prasy bardzo wygodne, gdyż znacznie obniża koszty (wydawca nie musi utrzymywać fotoreporterów), a także daje wybór co do korzystania z agencji.